# Волюмометрія
Волюмометрія, Волюметрія, (рос. волюметрия, англ. volumetry, нім. Volumometrie f) – методи хімічного аналізу, що ґрунтуються на вимірюванні об'ємів витраченого реактиву чи виділеного або поглинутого газу. Під В. розуміють методи об’ємного аналізу.
- В  аналітичній  хімії— кількісні  аналітичні  методи,  в  яких використовується  вимірювання  об’ємів  розчинів  при визначенні концентрації аналітів.
- У  хімічній  кінетиці— кількісні  методи,  в  яких  викорис-товується вимірювання об’ємів газів чи рідин для слідкування за ходом реакцій в часі.